# Pintura do Romantismo em Portugal

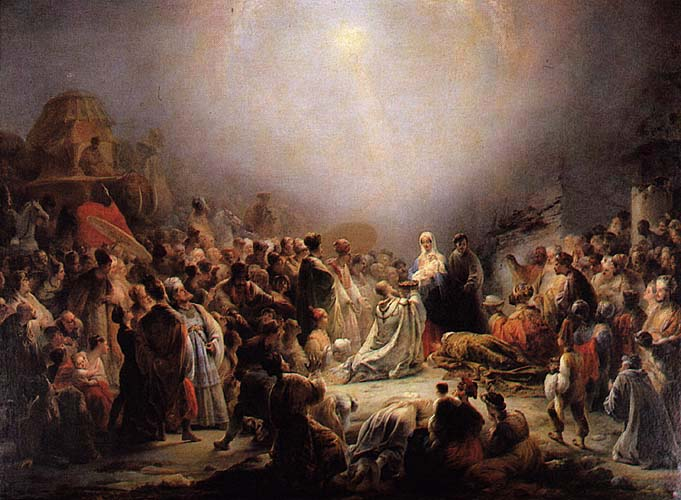
A adoração dos Magos (1828), de Domingos Sequeira, no Museu Nacional de Arte Antiga.

A evolução do neoclassicismo para o romantismo, na pintura em Portugal, foi lenta e só muito tarde ganhou expressão. Como não existiram mestres, a sua implantação resulta do amor de alguns jovens artistas pela natureza. Assim se explica o surgimento de uma pintura que nalguns casos se coloca à margem dos cânones vigentes no estrangeiro e que conduziu a um certo individualismo. De notar também a ausência quase completa de grandes telas e a proliferação de pequenos quadros que em muitos casos não ultrapassavam o palmo e meio.
As estruturas vigentes até 1834 foram profundamente alteradas com a vitória do liberalismo, procurando o País integrar-se no contexto europeu. No campo artístico, uma via considerada imprescindível para o seu desenvolvimento era a criação de uma Academia de Belas Artes o que veio a ocorrer no reinado de D. Maria II sob o governo de Passos Manuel em 1836.
A Academia de Lisboa foi inicialmente constituida por oito professores efectivos e outros tantos substitutos, além de artistas agregados às diferentes aulas, mas dos alunos matriculados no primeiro ano lectivo de 1836-1837 apenas um, Tomás da Anunciação, deixou marcas na história da arte. Destinadas a serem exemplo de modernização, tanto a Academia de Lisboa como a Porto, que foi criada um mês depois, foram instaladas em velhos edifícios dos monges franciscanos e como modelos para os estudantes foi utilizado o espólio recolhido nos conventos.
João Baptista Ribeiro foi designado director da Academia Portuense de Belas Artes e havia recebido antes, em 1833, o encargo de fundar o primeiro museu nacional de pintura utilizando o espólio recolhido após a extinção das ordens monásticas e que se encontrava a monte de que resultou o actual Museu Nacional de Soares dos Reis. Batista Ribeiro, artista de duas épocas, de aprendizagem neoclássica, pode ser considerado como pré-romântico. Pintou em 1828, o Retrato de D. Miguel, em plena apoteose, com o ceptro de realeza e o simbólico manto de arminho. Também são de sua autoria os retratos de D. João VI, de D. Pedro IV, de D. Maria II e de D. Pedro V que se encontram na Sala dos Capelos da Universidade de Coimbra.
Domingos Sequeira fez também a transição do Neoclassicismo para o Romantismo, sendo dos primeiros a iniciar um percurso romântico, através da desaparecida obra Morte de Camões exposta em Paris em 1824, percurso que haveria de prosseguir até à sua morte em 1837. Ainda na fase Neoclassicismo, explora várias temáticas, mostrando-se genial em todas, desde a alegoria à pintura de história, religiosa e pitoresca (cenas da vida local). No retrato também mostra uma qualidade e uma evolução notáveis. Se o Retrato do Conde de Farrobo, datado de 1813, assenta em ideias neoclássicas, o Retrato dos filhos, cerca de 1816, assume características românticas, e o Retrato de José Clemente de Mendonça e Mendes, de 1819, revela um individualismo típico do Romantismo. De realçar o conjunto de estudos para os retratos dos deputados da Assembleia Constituinte, elaborados cerca de 1821, onde tenta atingir o retrato psicológico individual. A sua pintura religiosa, realizada entre 1827 e 1832, apresenta um domínio magistral da luz, aproximando-se da forma difusa apenas comparável a Rembrant e Turner.
Auguste Roquemont no concurso para professor na Academia Portuense, em 1842, criou um esboço sujeito ao tema querido dos neoclássicos, O Juramento de Viriato, que não concluiu. Os quadros de Roquemont foram elogiados pelo historiador e crítico de arte Conde Raczinski pela sua paleta harmoniosa e brilhante e Almeida Garret considerou-o «artista distinto cujo principal carácter e merecimento é a verdade, por uma longa residência no Minho é que se fez português, artista português legítimo, como oxalá que sejam todos os nosso naturais». Praticava uma pintura de género representando cenas quotidianas da vida rural que mostravam um mundo idílico, a anteceder  em dez ou vinte anos os ambientes dos romances de Júlio Dinis.
Tomás da Anunciação desde muito cedo revelou grande propensão para o desenho e nos seus cadernos infantis eram muitas vezes tratados animais e árvores. Após ter-se matriculado na Academia, nas horas vagas saía para o campo seguindo o seu impulso. O sucesso de Tomás da Anunciação está ligado a ter enveredado pela pintura de animais, tornando-se no país um mestre nesta temática. Sabia desenhar primorosamente e conseguia transmitir como ninguém aos bois, vacas e carneiros que pintava uma enorme sensação de vida.
A Exposição de 1843, onde a pintura de paisagens e de costumes se revelou, pode considerar-se incontestavelmente o ponto de partida para o surgimento do romantismo artístico, que apresenta aspectos naturalistas, líricos, bucólicos e sentimentais. Esta Exposição ajudou ainda a fomentar a revolta na Academia contra o convencionalismo e o ensino académico, mostrando o desejo tardio de modernização da arte.

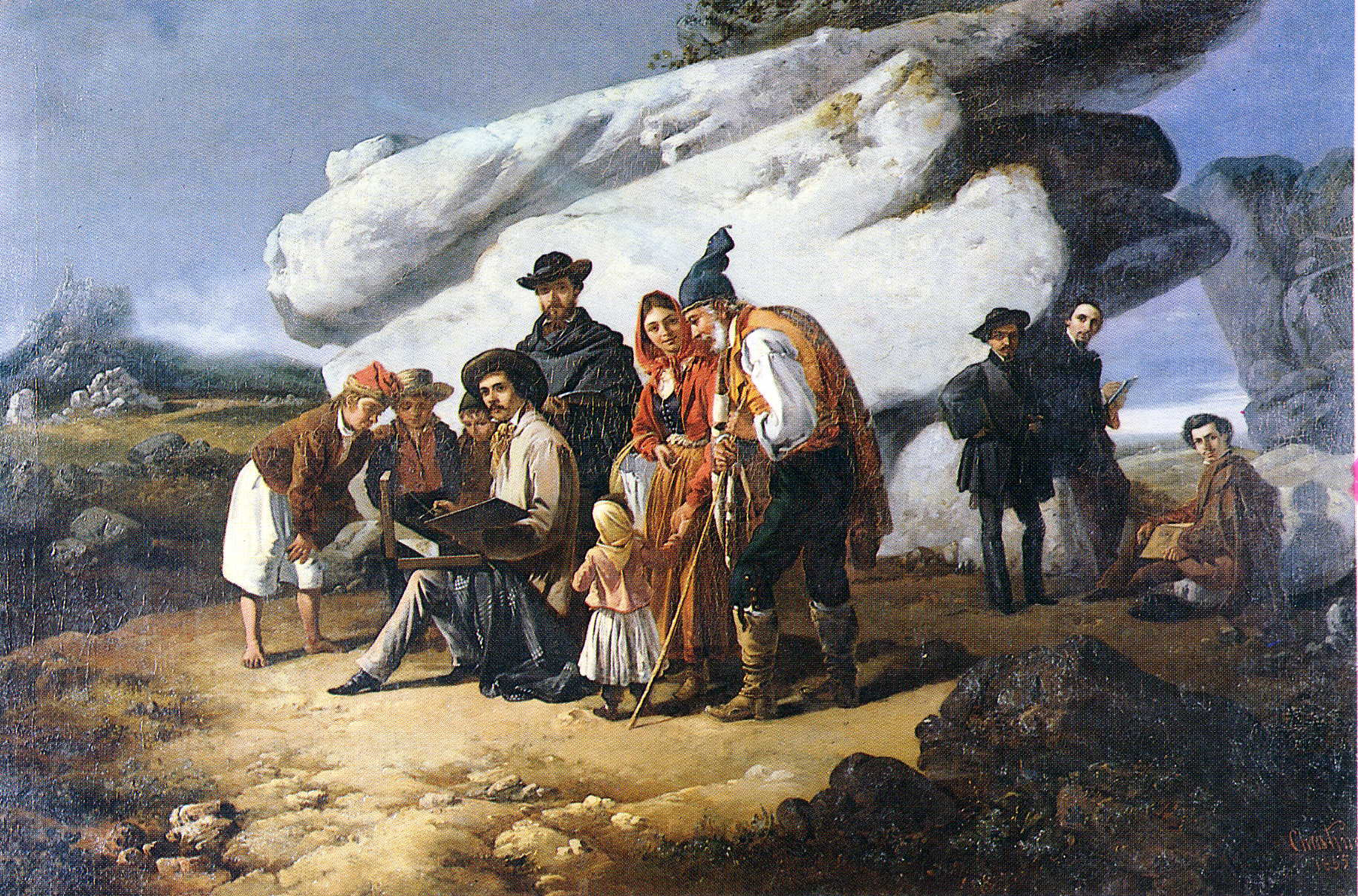
Cinco Artistas em Sintra (1855), de João Cristino da Silva, no Museu do Chiado

João Cristino da Silva e Tomás da Anunciação constituiram os primeiros paisagistas portugueses, sendo a paisagem para Cristino da Silva o assunto e motivo principal dos seus quadros. A sua obra vasta, mas desigual, ressentiu-se das frequentes quebras e interrupções, já que o artista abandonava a pintura por períodos largos, frequentando botequins, bastidores de teatro, perdendo-se na boémia. Criou, entre outras, Cinco Artistas em Sintra.
Leonel Marques Pereira após o curso na Academia seguiu a carreira militar sendo desenhador dos respectivos arquivos o que o obrigava a uma técnica minuciosa, que se reflectiu nas suas telas quase miniaturais. É o mais apreciado dos autores designados de «costumes». Nos seus quadros fixou festas rurais, feiras e costumes populares num quase arquivo etnográfico. Ganhou reconhecimento após o rei D. Fernando lhe ter comprado Passeio Público. Nas suas pinturas mais conhecidas conta-se Festa na Aldeia.
António José Patrício também se dedicou a pintar cenas populares. No meio de grandes dificuldades foi singrando e a sua obra assenta nos princípios românticos da época, «em temas sentimentais tratados com delicadeza e sinceridade» segundo Júlio de Castilho. Para conseguir sobreviver pintava pequenos quadros de género, com cenas comovedoras e populares, de bom estilo e meticulosamente tratadas, utilizando uma paleta colorida. As cenas rústicas, com as figuras a representar dramas do quotidiano, fazem a ponte entre o mundo camiliano e o de Júlio Dinis.

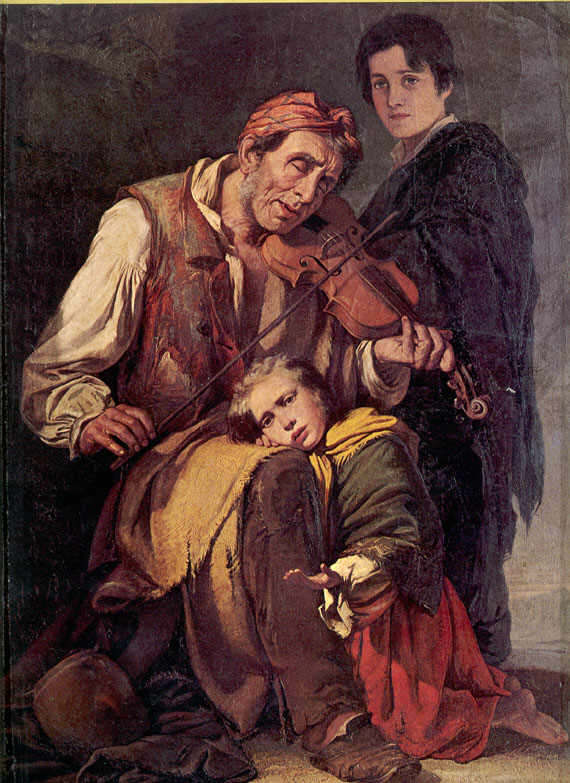
O Rabequista Cego, (1855), de José Rodrigues, no Museu do Chiado

José Rodrigues pintou assiduamente retratos da nobreza e burguesia lisboeta. Foi também um emotivo pintor de costumes populares e nas suas obras mais assinaláveis contam-se O Rabequista Cego, Penhascos da Mancha e Retrato da Condessa de Farrobo. Esta última tela, de grandes dimensões, exemplifica a par das suas aptidões de retratista uma paleta onde sobressaem os tons vivos e alegres.
Manuel Maria Bordalo Pinheiro que foi pai dos também artistas Maria Augusta,  Columbano e Rafael, pintava nas horas vagas pequenos quadros histórico-anedóticos e de género e era, segundo José-Augusto França, o protótipo do artista «amador, de orçamento garantido ao fim do mês, trabalhando por devoção e não se confinando a um só género».
Francisco José Resende, que foi discípulo de Roquemont cuja influência é visível nas primeiras obras, pintou tipos e costumes populares além de retratos, sendo de referir obras como Camponesa de Ílhavo, Gente da Murtosa e Romaria do Senhor da Pedra.
António Alves Teixeira foi também pintor de costumes. Teve uma vida infeliz tendo sucumbido à tuberculose no meio de grande miséria. Quando tratava de temas populares imprimia um cunho sentimental e melancólico. A sua última obra, O Enterro de um Pobre, pintado pouco antes de morrer, pode considerar-se como o testemunho de uma vida.
Francisco Metrass foi um pintor de temas históricos. Estudou em Roma e Paris, e quando regressou a Portugal exortou a que pintassem à maneira parisiense. Mas não teve êxito e vendeu os seus quadros a um leiloeiro. Regressou em 1850 a Paris tendo aí pintado Camões na Gruta de Macau que é um marco da pintura romântica de história. De salientar também Só Deus que é uma das imagens mais vigorosas da pintura romântica portuguesa.
Marciano Henriques da Silva foi propenso à pintura de temas históricos tendo uma grande tela mórbida e dramática, Beija-Mão de Inês de Castro, de que se perdeu o rasto, desaparecida em virtude da utilização exagerado do betume, e do artista e da sua obra pouco mais resta do que a simples notícia.

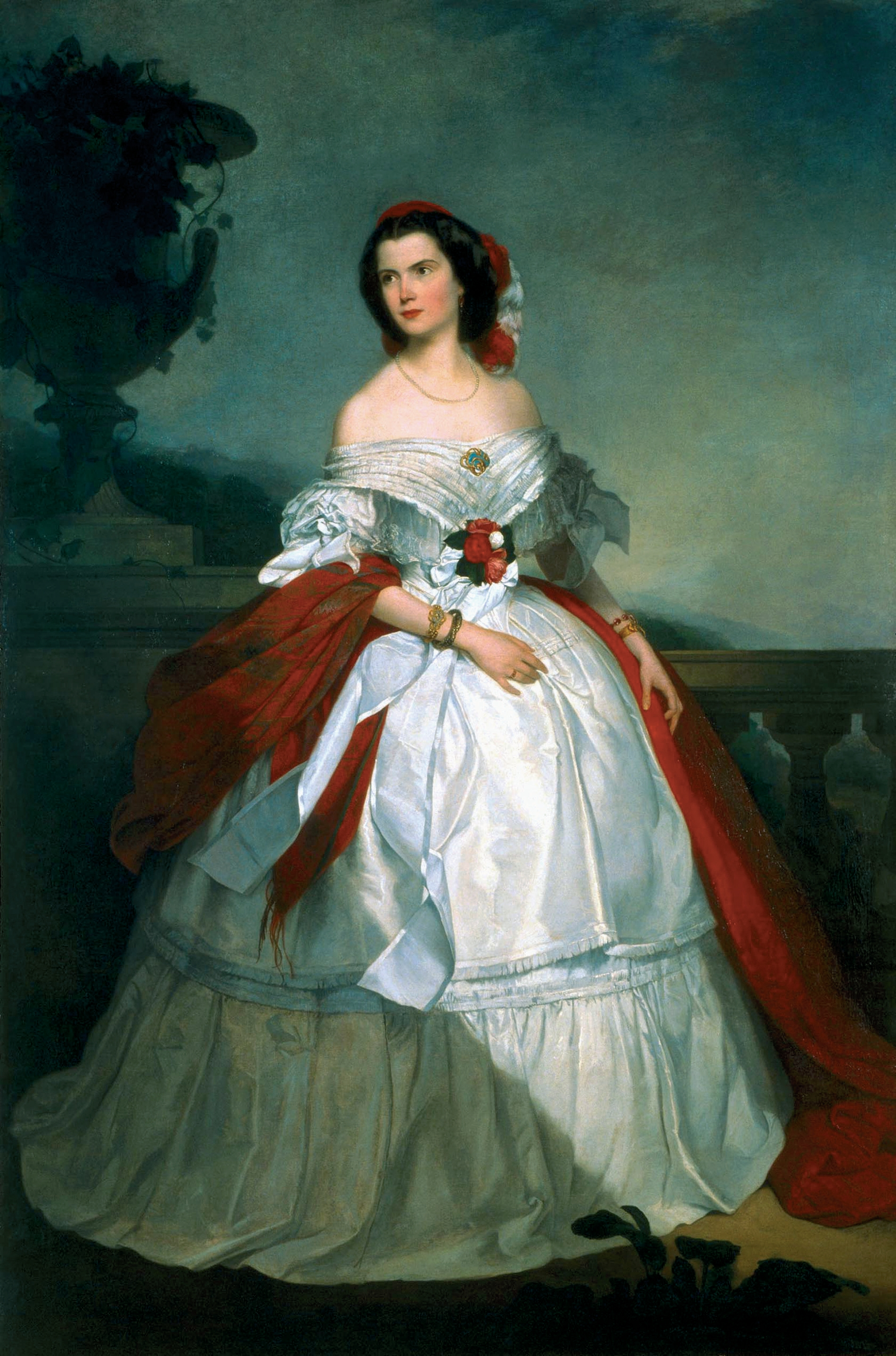
Retrato de D. Carlota, Viscondessa de Menezes (1862), do Visconde de Menezes, no Museu do Chiado

O Visconde de Meneses pintou inicialmente vistas do Douro mas dedicou-se também ao retrato, tendo pintado dois excelentes retratos de sua mulher. O retrato de 1862, de grande aparato, pode ser considerado como peça única da pintura romântica portuguesa. O datado de 1860 mostra apenas o busto da Viscondessa que enverga um vestido generosamente decotado e com um ramo de camélias a fechá-lo. Sendo o grande retratista da alta roda lisboeta, também se ocupou de cenas da vida popular que continuou a pintar até à morte.
João António Correia estudou em Paris com Vernet, Ingres e Delacroix, tendo assistido à querela entre romantismo e o realismo de Courbet. Retratista muito correcto, e desenhador exímio, compôs quadros históricos e religiosos.
Miguel Ângelo Lupi apesar de ter pintado paisagens não conseguia captar a natureza de forma emotiva tendo mais tarde tentado a pintura de história, designadamente Camões Meditando, Egas Moniz perante o Rei de Castela e Morte de Maria Teles, e o último quadro que pintou, a enorme tela O Marquês de Pombal Examinando o Pojecto da Reedificação de Lisboa, na qual demonstra a sua grande qualidade como retratista. Não admitindo críticas ou sugestões ao seu trabalho passou a expor apenas no estrangeiro onde obteve assinalável êxito.
No conjunto de pintores do final do Romantismo sobressai Alfredo Keil que começou por pintar pequenas telas com paisagens, tendo também pintado cenas de género e interiores, estes com bastante interesse na medida em que permitem visualizar os interiores burgueses da época. Inspirado pela região de Colares pintava paisagens perpassadas de lirismo e envoltas num vago mistério. Também se dedicou à poesia e à música, sendo o compositor da música da marcha A Portuguesa que se tornou o Hino Nacional de Portugal. Enviou dezoito telas à Exposição Universal de Paris de 1900 que desapareceram, tal como aconteceu com a maior parte das obras portuguesas presentes naquela mostra, no naufrágio do navio Santo André que as trazia de regresso.
Para Regina Anacleto o final do romantismo pode situar-se cerca de 1880 quando surge o realismo ainda que durante algum tempo as duas correntes se sobreponham. Mas a não contemporaneidade com a corrente europeia quase impede o relacionamento do romantismo português com o europeu, e as características deste só excepcionalmente se repercutiram em Portugal, o que dificulta a comparação com a pintura de Delacroix ou de outros românticos franceses.